# Giovanni di Piero de' Medici
Giovanni di Piero de' Medici (Firenze, pre 1444 – ...) era figlio naturale di Piero il Gottoso e madre ignota.

## Biografia
Le notizie biografiche su di lui sono molto scarse. Probabilmente nacque prima del matrimonio di Piero con Lucrezia Tornabuoni, quindi prima del 1444. Non visse con la famiglia del padre nel Palazzo Medici, bensì fu probabilmente allevato o in una delle ville di famiglia (come il Trebbio) o in casa della madre.
I figli illegittimi di casa Medici (come Carlo di Cosimo de' Medici) erano esclusi dalla successione e dall'eredità e non potevano ricoprire incarichi nell'impresa finanziaria della famiglia, tuttavia è ragionevole pensare che suo padre e i suoi fratelli (tra i quali Lorenzo il Magnifico) gli garantirono ugualmente un appannaggio per poter vivere decorosamente, difatti le varie fonti storiche sostengono che fosse maritato con una tale Luigia de' Medici, figlia di un Giovanni di un ramo secondario della famiglia.

## Ascendenza
|                      |   |                       | Genitori      |  |  | Nonni |  |  | Bisnonni            |  |  | Trisnonni           |  |
|                      |   |                       |               |  |  |       |  |  | Giovanni de' Medici |  |  | Averardo de' Medici |  |
|                      |   |                       |               |  |  |       |  |  | Giovanni de' Medici |  |  | Averardo de' Medici |  |
|                      |   | Giacoma Spini         |               |  |  |       |  |  | Giovanni de' Medici |  |  |                     |  |
| Cosimo de' Medici    |   |                       |               |  |  |       |  |  | Giovanni de' Medici |  |  |                     |  |
|                      |   | Piccarda Bueri        | Edoardo Bueri |  |  |       |  |  |                     |  |  |                     |  |
|                      |   | Piccarda Bueri        | Edoardo Bueri |  |  |       |  |  |                     |  |  |                     |  |
|                      |   | Piccarda Bueri        | …             |  |  |       |  |  |                     |  |  |                     |  |
| Piero de' Medici     |   | Piccarda Bueri        |               |  |  |       |  |  |                     |  |  |                     |  |
|                      |   | Alessandro de' Bardi  | …             |  |  |       |  |  |                     |  |  |                     |  |
|                      |   | Alessandro de' Bardi  | …             |  |  |       |  |  |                     |  |  |                     |  |
|                      |   | Alessandro de' Bardi  | …             |  |  |       |  |  |                     |  |  |                     |  |
| Contessina de' Bardi |   | Alessandro de' Bardi  |               |  |  |       |  |  |                     |  |  |                     |  |
|                      |   | Emilia Pannocchieschi | …             |  |  |       |  |  |                     |  |  |                     |  |
|                      |   | Emilia Pannocchieschi | …             |  |  |       |  |  |                     |  |  |                     |  |
|                      |   | Emilia Pannocchieschi | …             |  |  |       |  |  |                     |  |  |                     |  |
| Giovanni de' Medici  |   | Emilia Pannocchieschi |               |  |  |       |  |  |                     |  |  |                     |  |
|                      | … | …                     |               |  |  |       |  |  |                     |  |  |                     |  |
|                      | … | …                     |               |  |  |       |  |  |                     |  |  |                     |  |
|                      | … | …                     |               |  |  |       |  |  |                     |  |  |                     |  |
| …                    | … |                       |               |  |  |       |  |  |                     |  |  |                     |  |
|                      |   | …                     | …             |  |  |       |  |  |                     |  |  |                     |  |
|                      |   | …                     | …             |  |  |       |  |  |                     |  |  |                     |  |
|                      |   | …                     | …             |  |  |       |  |  |                     |  |  |                     |  |
| …                    |   | …                     |               |  |  |       |  |  |                     |  |  |                     |  |
|                      |   | …                     | …             |  |  |       |  |  |                     |  |  |                     |  |
|                      |   | …                     | …             |  |  |       |  |  |                     |  |  |                     |  |
|                      |   | …                     | …             |  |  |       |  |  |                     |  |  |                     |  |
| …                    |   | …                     |               |  |  |       |  |  |                     |  |  |                     |  |
|                      |   | …                     | …             |  |  |       |  |  |                     |  |  |                     |  |
|                      |   | …                     | …             |  |  |       |  |  |                     |  |  |                     |  |
|                      |   | …                     | …             |  |  |       |  |  |                     |  |  |                     |  |
|                      |   | …                     |               |  |  |       |  |  |                     |  |  |                     |  |